# 赫爾穆特·詹姆斯·馮·毛奇
赫爾穆特·詹姆斯·馮·毛奇（男爵）（德語：Helmuth James Graf von Moltke，1907年3月11日—1945年1月23日），出身德國容克贵族莫爾特克家族，是名将小毛奇的侄孙、老毛奇的曾侄孙。他从祖辈继承了西里西亚克雷绍的家产，以此建立了克雷绍圈。
赫尔穆特·詹姆斯·冯·毛奇出身于梅克伦堡贵族家庭，他的曾祖父是赫尔穆特·卡尔·贝恩哈特·冯·毛奇的弟弟阿道夫·冯·莫奇，曾任平讷贝格县的行政长官，祖父是威廉·冯·毛奇，父亲是赫尔穆特·冯·毛奇，母亲多萝西·罗斯·英尼斯是一名英国裔南非人，是南非联盟最高法官詹姆斯·罗斯·英内斯的女儿。毛奇的父母是德国基督教科学的联合创始人之一。毛奇与五个兄弟姐妹在西里西亚和柏林的家族庄园度过了童年。
從1940年開始結合中產、軍方、教會、社會主義及工會人士，意圖推翻納粹政權以重整德國秩序，但是反对暗杀行动。
毛奇於1944年1月被捕，當年7月發生了意圖殺死希特勒的7·20政變，約5000餘名希特勒的反對者被處死，但沒有直接證據表明毛奇參與了其中。1945年1月，毛奇和他的幾名同僚一起站在由羅蘭·弗萊斯勒主持的人民法庭面前。由於找不到任何證據表明毛奇參與了導致政變的任何陰謀，弗賴斯勒不得不重新發明一項指控。
毛奇於1945年1月11日被判處死刑，12天后在柏林的普勒岑湖監獄被绞刑处死。在被拘留期間，他向兩個兒子卡斯帕和康拉德寫信透露了他反抗的動機：“自從國家社會主義党上台以來，我一直努力减轻其对受害者的影响，并为变革铺平道路。我的良心驅使著我———歸根結底，這是一個男人的責任。”